# Pierre Choderlos de Laclos
Pierre Ambroise Choderlos de Laclos (Amiens, 18 de octubre de 1741 - Tarento, 5 de septiembre de 1803), citado como Pierre Choderlos de Laclos, fue un escritor, oficial militar y francmasón francés. Durante mucho tiempo fue considerado un escritor tan escandaloso como el marqués de Sade o Restif de la Bretonne.
Fue un militar pesimista en lo referente a las relaciones humanas y un escritor aficionado, aun cuando su proyecto soñado era «escribir una obra que se salga de lo corriente, que haga mucho ruido, y que siga resonando sobre la tierra cuando yo haya muerto». Desde este punto de vista, se cumplieron sus deseos, pues el éxito que alcanzó su obra maestra Les Liaisons dangereuses (Las amistades peligrosas o Relaciones peligrosas) fue de tal magnitud que puede ser considerada como una de las novelas más conocidas en el mundo. Se trata de una de las obras maestras de la llamada "literatura galante" del siglo XVIII, que describe las intrigas de la aristocracia. Su historia ha propiciado un gran número de trabajos críticos y analíticos, obras de teatro y adaptaciones cinematográficas (dirigidas estas últimas por Roger Vadim y Miloš Forman, entre otros) o la más recordada, de Stephen Frears, de 1988.

## Biografía
Pierre Ambroise Choderlos de Laclos nació en Amiens, cabeza de partido del departamento del Somme. Fue el décimo (segundo, según el artículo francés) hijo de un secretario de intendencia de Picardía y de Artois.

### La carrera militar y la francmasonería
Ser militar era su verdadera vocación. Se decidió, por tanto, por esta carrera, pese a que las perspectivas de promoverse en la misma no eran muy alentadoras. Escogió la artillería por ser la que mejor se adaptaba a su espíritu matemático. Fue admitido, en 1760, en la Escuela de la Fère, precursora de la Escuela politécnica.[cita requerida]
Es nombrado, sucesivamente, subteniente en 1761 y segundo teniente en 1762. En 1763, se inició en la francmasonería en la logia militar "L'Union", en Toul. Ansioso de conquistas y de gloria, se incorpora a la Brigada de las colonias, una guarnición de La Rochelle. Pero el Tratado de París, en 1763, pone fin a la Guerra de los Siete Años. En vista de ello, el joven Laclos se ve obligado a olvidar sus ambiciones belicistas y a conformarse con la tediosa vida de la guarnición: en Toul, en 1763, en Estrasburgo, de 1765 a 1769, en Grenoble, de 1769 a 1775, y en Besançon de 1775 a 1776.[cita requerida]
En 1776, ingresó a la logia "Henri IV" en París. Allí, ayudó a Luis Felipe II de Orleans a dirigir el Gran Oriente de Francia. En 1777, frente a los dignatarios del Gran Oriente, presentó un discurso en el que exhortaba a la masonería a aceptar también la iniciación de las mujeres en las logias.
Nombrado capitán en 1771, permaneció durante diecisiete años en el ejército, justo hasta la Revolución francesa. Este artillero frío y lógico, de espíritu sutil, se aburre entre los toscos soldados y, para ocupar su tiempo, se sumerge en la literatura y en la escritura. Sus primeras obras, escritas en versos ligeros, se publican en el Almanaque de las Musas. Inspirándose en una novela de madame Elena Riccoboni, escribe una ópera cómica bastante mala, Ernestina, que no conseguirá más que una desastrosa representación delante de la reina María Antonieta el 19 de julio de 1777.[cita requerida]
En 1776 se le encarga la instalación de una nueva escuela de artillería en Valence, en la que luego ingresará Napoleón Bonaparte. De vuelta a Besançon, en 1778, es nombrado capitán de segunda de zapadores. En la guarnición, y durante su tiempo libre, redacta unas cuantas obras en las que aparece como un ferviente admirador de Jean-Jacques Rousseau, en particular de La nueva Eloísa, que él considera como «la más bella de las obras escritas con el título de romance». En 1778 empieza a escribir Las relaciones peligrosas, donde se demuestra que la sociedad pervierte al individuo, teoría central en la obra de Rousseau.[cita requerida]

### Las amistades peligrosas
En 1779 es enviado de servicio a la isla de Aix, para ayudar al marqués de Montalembert en la dirección y construcción de las fortificaciones que han de defenderlos del ataque de los ingleses. De todos modos, pasa mucho tiempo redactando Las amistades peligrosas y una epístola a Madame de Montalembert. Ascendido a capitán de artillería, solicita una baja de seis meses durante la cual, en París, se dedicará a escribir; es consciente de que, a partir de ahora, su vocación literaria es más importante que su carrera militar, por la que se siente frustrado.
Su obra, en gestación, refleja sus frustraciones militares —no haber podido demostrar su valor en una guerra—, así como las numerosas humillaciones que cree haber sufrido durante su vida por parte de los aristócratas y de las mujeres que él cree inaccesibles. Escribir Las amistades peligrosas representa, para él, una especie de venganza y una terapia.
Como el mismo título ya indica con creces, Laclos desea llevarnos al mundo de la apariencia y el engaño, de la hipocresía que llega a adquirir tintes de cinismo envueltos en un contexto bucólico y aparentemente inocente. Para ello, presenta las frías maquinaciones de dos nobles rivales y amantes: el apuesto vizconde de Valmont y la perspicaz y maquiavélica marquesa de Merteuil.
Ambos compiten y rivalizan sagazmente en caprichosos juegos de amor, moviéndose con elegancia y aparente honestidad por los mejores salones y palacios de París, aunque sin rubor alguno preparan y planean todo tipo de tramas sobre sus desprevenidas víctimas. En esta imparable carrera de seducción manipulada vale toda su temeridad y arrojo, que afecta sobre todo a jóvenes inexpertos e incautos. Muchas veces logran hundir y causar el escándalo en respetables matrimonios o deshonrar jovencitas que esperan su concertada boda, aunque su táctica nunca es advertida gracias a su espléndido refinamiento, que casi roza lo teatral.
El arte del sabroso disimulo y de esta inevitable tentación rinde a todos los que parecen resistirse tanto a Valmont como a Merteuil, que sólo contemplan una norma de honor, aunque ésta jamás debe ser violada: no se podrá demostrar amor sincero hacia nadie, pues eso significaría el fatal error de la debilidad sentimental.
Cuando Valmont parece haber caído en las redes del amor hacia una de sus víctimas, una dama casada que se le había estado resistiendo inauditamente, la marquesa de Merteuil es inflexible: la relación de amor-odio que existe entre ambos se exacerbará hasta extremos insostenibles, y lo que podría haber sido una simple apuesta más se convertirá en una guerra abierta entre las capacidades más traicioneras, que los jugadores no dudan en usar. El resultado de todo este conflicto supondrá la tragedia final para Valmont, pero también el fracaso de los crueles planes de Merteuil.
En todo caso, el retrato que ofrece Laclos de una aristocracia francesa egocéntrica y frívola, ajena a la pobreza del pueblo y a sus miserias, y despreocupada en actividades rodeadas de lujo en grandes palacios y villas campestres, se ajusta ciertamente mucho al contexto del Rococó dieciochesco del reinado de Luis XV. Probablemente, esa frivolidad fue el principal caballo de batalla para la mordaz crítica de Laclos.
En 1781 es ascendido a capitán-comandante de artilleros y consigue otro permiso de seis meses, durante los cuales acaba su obra maestra. El editor Durand Neveu será el encargado de publicar la novela en cuatro volúmenes, y sale a la venta el 23 de marzo de 1782. El éxito es inmediato y fulgurante; la primera edición, de dos mil ejemplares, se vendió en un mes —lo que en esa época ya es, de por sí, extraordinario—, y durante los dos años siguientes se publican y venden una docena de reediciones.
Sin embargo, la publicación de esta obra incendiaria, considerada como un ataque a la aristocracia, es juzgada como una falta por sus superiores. Se le ordena regresar inmediatamente a su guarnición de Bretaña, desde donde lo envían a La Rochelle en 1783 para que participe en la construcción del nuevo arsenal.

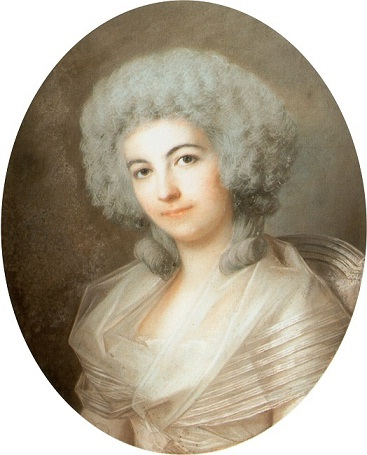
Retrato de Madame Laclos,
atribuido a Alexander Kucharsky, (1786).

### Matrimonio e hijos
En La Rochelle, conoce, entonces, a Marie-Soulange, a la que seduce y con la que tiene un hijo. Choderlos tiene 42 años; ella sólo 24 pero, realmente enamorado, se casa con ella en 1786. Marie-Soulange será su gran amor y tendrán dos hijos más.
Choderlos de Laclos no se parece en nada al arquetipo del seductor personaje de Valmont, y no tiene ninguno de sus defectos. Choderlos no es un seductor y se lo describe como un «hombre delgado y joven» de «conversación fría y metódica». Sin conquistas amorosas conocidas, su vida sentimental está dedicada a su esposa; es un marido fiel y un padre atento.
Participa en un concurso académico cuyo tema es «¿Cuáles serían los mejores métodos para perfeccionar la educación de las mujeres?». Esto le permite desarrollar sus teorías, muy avanzadas, feministas sobre la igualdad de los sexos y la educación de las jóvenes. En este texto, no acabado, Choderlos pone en evidencia la mala educación que reciben las jóvenes a quienes, según él, «se las acostumbra a la servidumbre y a ser unas mantenidas». El tema de la emancipación femenina se refleja ya, de manera explícita, en Las amistades peligrosas.
El 17 de junio de 1787 escribía, en el Journal de París, su proyecto de numeración de las calles de París.

### La Revolución
En 1788 abandona el ejército y, tras un período de búsqueda personal así como del mejor medio de alcanzar sus ambiciones —y después de algunas tentativas por aproximarse a un gran señor—, entra al servicio del duque de Orleans, con quien comparte sus ideas de evolución de la realeza.
Estalla la Revolución francesa y, por fin, encuentra la ocasión para vivir intensamente. Desde el principio urde intrigas a favor de su señor, organiza conspiraciones y maquinaciones. El 5 y 6 de octubre de 1789, interviene en las jornadas versallescas y redacta, con Brisot, la petición que provocó la Masacre del Campo de Marte. El 17 de julio, negocia el rescate de los seiscientos fusileros del 14 de julio.
Se une a los republicanos y deja al duque de Orleans por un puesto de comisario en el Ministerio de la Guerra, encargado de organizar las tropas de la joven República. Gracias a estas actividades participa, de manera decisiva, en la victoria de la batalla de Valmy. Es nombrado mariscal de campo  el 22 septiembre de 1792. Después de la traición de Dumouriez, Maximiliano Robespierre lo arresta y lo encarcela por orleanista, y es liberado en el Termidor.
Dada su experiencia en balística, enseña a utilizar una «bala hueca» cargada de pólvora. Choderlos Laclos es, pues, el inventor del obús. En 1795, en espera de reintegrarse al ejército, escribe unas memorias intituladas De la guerra y de la paz, que dirige al Comité de la salud pública y que no tienen ningún efecto inmediato. Intenta entrar en la diplomacia y fundar una banca, pero no tiene ningún éxito.
Finalmente conoce al joven general Napoleón Bonaparte, el nuevo primer cónsul artillero, como él, y se adscribe a las ideas bonapartistas. El 16 de enero de 1800 es nombrado general de artillería y destinado al Ejército del Rhin, y en la batalla de Bilberach recibe, por fin, su bautismo de fuego. Destinado al Ejército de Italia, muere el 5 de septiembre de 1803 en Tarento, y no precisamente en una batalla, como siempre anheló, sino de una disentería.

## Obras

### Novelas
- Las amistades peligrosas (Les Liaisons dangereuses) (1782)

### Poemas
- Poésies fugitives (1783)

### Obras de teatro
- Ernestine (1777), ópera cómica[5]

### No ficción
- Des Femmes et de leur éducation (La educación de las mujeres) (1783)
- Folies philosophiques par un homme retiré du monde (1784)
- Instructions aux assemblées de bailliage (Instrucciones para las asambleas de las bailías) (1789)
- Journal des amis de la Constitution (Diario de los amigos de la Constitución) (1790–1791)
- De la guerre et de la paix (De la guerra y de la paz) (1795)
- Continuation des causes secrètes de la révolution du neuf thermidor (1795)